# Атака вірусів
Атака вірусів (англ. Virus Attack) — італійський анімаційний мультсеріал спільного виробництва Mondo TV та Suk. Створений з метою привернення уваги до проблем забруднення у глобальних масштабах, мультсеріал складається з 52 серій по 13 хвилин кожна і не поділяється на сезони.
Прем'єрний показ серіалу тривав з 1 квітня до 23 вересня 2011 року на телеканалі Cartoon Network, а з 5 вересня і на каналі Boing. Починаючи з 2012 року, цей серіал почав транслюватися на багатьох телеканалах Європи та Америки, а з 4 грудня 2013 до 2 квітня 2014 року всі серії було опубліковано на YouTube-каналі Mondo TV — Речі світу! (італ. Mondo TV — Cose dell'altro mondo!).

## Сюжет
Планета Земля на межі колапсу. Забруднення та нечистоти загрожують винищенням людства. Едвард Амальді, еклектичний всесвітньо відомий вчений, котрий вивчає явища, пов'язані з забрудненням навколишнього середовища, намагається підвищити обізнаність суспільства щодо неминучої катастрофи, проте, здавалося б, ніхто його не слухає.
Скориставшись хвилинною слабкістю, на Землю з метою помсти вторгаються армії вірусів з далекої галактики Амазія і готуються до епічного бою. Віруси, на чолі з чотирма генералами, закріпились у найзабрудненіших місцях планети та знищують усе на своєму шляху. Проте їм на заваді стають п'ятеро підлітків різних національностей: Девід, Аліса, Зурі, Родан і Джордж. Завдяки модифікованій ДНК, а також формулі, розробленій батьком Девіда, професором Амальді, тільки вони мають змогу протистояти величезній силі інопланетян. Після перетворення підлітки стають антивірусами, та за допомогою потужних здібностей вони здатні перемогти загарбників.

### Легенда Пангеї
Центральне місце сюжету займає легенда Пангеї. Ця легенда розповідає про сім оаз, які знаходились у різних частинах Пангеї, а після її розпаду — по одній оазі на кожному з сучасних континентів. У легенді кожна оаза має власну назву. З мультсеріалу достеменно відомо лише про три оази: Родинію, що знаходиться у пустелі Сахара, Авалонію — у Кіровській області, та Ваальбару — у басейні річки Ганг. Щоб знайти оазу, потрібно знайти провідника, що вкаже на неї. Так у Родинії це сільський мудрець, а у Авалонії - тигриця Астра.
Серцем будь-якої оази є так званий криптус (англ. kryptus) — потужне джерело енергії. Наприклад, криптусом Родинії є троянда пустелі, Авалонії — стиглий фрукт, а Ваальбари — чаклунський тотем. Викрадення криптусу з оази призводить до погіршення умов життя на цілому континенті, стихійних лих, і навіть до посилення ворожнечі між населенням.

## Персонажі

### Антивіруси
| Ім'я          | Прізвище  | Псевдонім | Вік      | Батьківщина             | Речовина в ДНК |
| ------------- | --------- | --------- | -------- | ----------------------- | -------------- |
| Девід         | Амальді   | Діамер    | 16 років | Октавія                 | Алмаз          |
| Аліса         | Бентон    | Аргес     | 16 років | Аризона                 | Срібло         |
| Джордж Дуглас | Гамільтон | Голдор    | 17 років | Лондон, Велика Британія | Золото         |
| Зурі          | Хаміді    | Зоброн    | 15 років | Рахінді, Кенія          | Уран           |
| Микола        | Родан     | Ракс      | 16 років | Україна                 | Мідь           |

| Антивірус | Назва прийому     | Ефект                                                                           |
| --------- | ----------------- | ------------------------------------------------------------------------------- |
| Діамер    | Скід              | Дощ із алмазної шрапнелі, що пробиває віруси подібно до ножів                   |
| Діамер    | Рефлекс           | Алмазне дзеркало, що відбиває ворожі промені                                    |
| Діамер    | Морфус Діамант    | Алмазний щит, який відбиває будь-яку атаку                                      |
| Діамер    | Фотонер           | Промені, що розрізують, засліплюють та осушують віруси                          |
| Діамер    | Мірріон           | Створення копій самого себе з метою ошукати супротивника                        |
| Аргес     | Ардесія           | Волосся стає довгими руками і здатне нищити ворога                              |
| Аргес     | Рілевор           | Срібний дощ, який виявляє приховані віруси                                      |
| Аргес     | Оксис             | Потужний промінь рідкої ртуті, що паралізує віруси                              |
| Аргес     | Артіфекс          | Срібна хмара, яка породжує торнадо                                              |
| Аргес     | Візіонер          | Застосовується для викриття вірусів                                             |
| Аргес     | Морфус енерджі    | Щит з чистої енергії, що може використовуватися подібно до бумеранга            |
| Голдор    | Ілюмінейт         | Потужний потік світла, котрий засліплює віруси                                  |
| Голдор    | Бластап           | Вибуховий золотий пил                                                           |
| Голдор    | Фластер           | Паралізуюча золота рідина                                                       |
| Голдор    | Морфус рефлектор  | Щит, що відбиває будь-яку атаку                                                 |
| Зоброн    | Моллер            | Можливість збільшуватись удвічі і, як наслідок, витримувати більші навантаження |
| Зоброн    | Стонер            | Сніп кольорових променів, котрі руйнують предмети                               |
| Зоброн    | Краш              | Здатність ставати у стократ важче та сильніше                                   |
| Зоброн    | Велтус            | Здатність швидко свердлити тунелі                                               |
| Зоброн    | Морфус мартелло   | Масивний щит, який також можна використовувати і як бумеранг                    |
| Ракс      | Еластер           | Здатність розтягуватися та згинатися подібно до найеластичніших матеріалів      |
| Ракс      | Стрінгарт         | Сніп кольорових променів, котрі руйнують предмети                               |
| Ракс      | Мікрон            | Здатність зменшуватися                                                          |
| Ракс      | Лаш               | Енергетичні кулі, що стримують віруси                                           |
| Ракс      | Морфус ретіколаре | Щит, що дозволяє розпізнавати приховані та замасковані віруси                   |

### Віруси
Планетна система вірусів розташована у галактиці Амазія і складається з чотирьох планет: Крукса, Шиви, Зоара і Фіксо, що обертаються навколо п'ятої — Чорного Сонця (англ. Dark Nova). Володарем Чорного Сонця є Сідерно — екс-правитель королівства зі столицею в місті Уайт-Нова (англ. White Nova), а нині Лорд Темряви та лідер усіх вірусів. Окрім нього на планеті перебувають його помічник Уркла (італ. Urcla), а також особиста гвардія сірих вірусів. Також у вірусів є штаб "Холерія" на Землі, де зберігалися криптуси, які забрали віруси, і де більшу частину часу сиділи генерали: Німаргон, Урпегон, Скранет, Кейсатен.

#### Історія
У 1962 році з Землі було запущено безпілотну космічну ракету «Гарольд» (лат. heraldus — вісник). Під час польоту з нею трапилася несправність і вона впала на Чорне Сонце, саме під час святкування 50-річчя королівства Сідерно. Усе б нічого, та через несправність всередині ракети утворилася радіація в кількості, достатній для знищення цілої цивілізації.
Через 10 років після катастрофи, у 70-х роках XX століття віруси вперше вторглися на Землю на території селища в самому центрі Австралії, але тоді їм довелося відступити через непристосованість до чистого земного середовища. Натомість вони захопили кількох полонених, і згодом перетворили їх на так званих «іксманіс» — досконалих вірусів.

#### Планета Крукс
Армію червоної планети Крукс очолює генерал Німаргон. До його армії зокрема входять: Камарзон, Етомар, Ермаліон, Ормарк, Імарнус, Марвік і Ксмар.

#### Планета Шива
Армію жовтої планети Шива очолює генерал Кейсатен. До його армії зокрема входять: Ігарсат, Сатекор, Езатеріус, Гамсат, Ерсатом, Сатибор і Васатир. Жовті віруси брехливі та чинять зі своїми друзями так само підступно, як і з ворогами.

#### Планета Зоар
Армію синьої планети Зоар очолює генерал Скранет. До його армії зокрема входять: Нетестор, Веганет, Оксонет, Воргонет, Нетемор, Герміанет і Нетрабор. Синім вірусам властиві такі характеристики, як хитрість, підступність і кмітливість.

#### Планета Фіксо
Армію зеленої планети Фіксо очолює генерал Урпегон. До його армії зокрема входять: Уромес, Кромур, Віхур, Юратекс, Егурекс, Ексур і Урмакон. Зелені віруси радіоактивні, завдяки чому вони можуть підкорювати зброю ворога і спрямовувати її проти нього самого.

### Неос-1
Неос-1 - це колишня військова база, а тепер це штаб антивірусів, де вони тренуються і вивчають віруси.
Софія- це швидкісний моторний човен професора Едварда Амальді, батька Девіда. Цей човен названо на честь покійної матері Девіда і дружини професора Софії Амальді. Також цей човен був тимчасовою базою антивірусів у їхніх подорожах. Знищено вірусами.
Другорядні персонажі
Професор Едвард Амальді - відомий вчений, що шукав способи боротися із забрудненням планети, батько Девіда, засновник команди антивірусів. У одній із серій зізналася у своїх почуттях до Ніли, що вкрай розлютився Девіда.
Ніла- знайома та подруга професора Амальді. Теж науковець. Допомагає команді, і разом із Едвардом вивчає властивості вірусів. У одній із серій зізналася у своїх почуттях до професора.
Астра- біло-червона радіоактивна тигриця, подруга Миколи Родана. Колись у дитинстві вона його поцарапала, після чого він став антивірусом. Вона була провідником до оази Авалонії. Вбито у одній із серій.
Брати Аліси - шестеро надокучливих братів Аліси. Ім'я жодного не відоме.

## Епізоди
| №  | Назва                                                                             | Світова прем'єра | Прем'єра в Україні |
| -- | --------------------------------------------------------------------------------- | ---------------- | ------------------ |
| 1  | «День помсти» «Il giorno della vendetta»                                          | 1 квітня 2011    | 2012               |
| 2  | «Перший антивірус» «Il primo antivirus»                                           | 1 квітня 2011    | 2012               |
| 3  | «Сили Діамера» «I poteri di Dyamer»                                               | 8 квітня 2011    | 2012               |
| 4  | «Холерія» «Khalerya»                                                              | 8 квітня 2011    | 2012               |
| 5  | «Апокаліпсис» «Rivelazioni»                                                       | 15 квітня 2011   | 2012               |
| 6  | «На захист Землі» «In difesa della Terra»                                         | 15 квітня 2011   | 2012               |
| 7  | «Експеримент» «L'esperimento»                                                     | 22 квітня 2011   | 2012               |
| 8  | «Аргес і Голдор» «Arghes e Goldor»                                                | 22 квітня 2011   | 2012               |
| 9  | «Корабель-міраж» «La nave miraggio»                                               | 29 квітня 2011   | 2012               |
| 10 | «Пастки та інтриги» «Trappole e intrighi»                                         | 29 квітня 2011   | 2012               |
| 11 | «Зоброн» «Zobron»                                                                 | 6 травня 2011    | 2012               |
| 12 | «Жарти природи» «Scherzi della natura!»                                           | 6 травня 2011    | 2012               |
| 13 | «Зорі пустелі» «Le stelle del deserto»                                            | 13 травня 2011   | 2012               |
| 14 | «Перший криптус» «Il primo Kryptus»                                               | 13 травня 2011   | 2012               |
| 15 | «Фатальні наслідки» «Disastrose conseguenze»                                      | 20 травня 2011   | 2012               |
| 16 | «Важке співжиття» «Convivenza difficile»                                          | 20 травня 2011   | 2012               |
| 17 | «Знову в путь» «Di nuovo in viaggio»                                              | 27 травня 2011   | 2012               |
| 18 | «Жертва Астри» «Il sacrificio di Astra»                                           | 27 травня 2011   | 2012               |
| 19 | «Ракс» «Rax»                                                                      | 3 червня 2011    | 2012               |
| 20 | «Тисячолітня секвоя» «La sequoia millenaria»                                      | 3 червня 2011    | 2012               |
| 21 | «Холодний ніби ненависть» «Freddo come l'odio»                                    | 10 червня 2011   | 2012               |
| 22 | «Таємниці Амальді» «I misteri di Amaldi»                                          | 10 червня 2011   | 2012               |
| 23 | «Неос-1» «Neos One»                                                               | 17 червня 2011   | 2012               |
| 24 | «Небезпечні зв'язки!» «Relazioni pericolose!»                                     | 17 червня 2011   | 2012               |
| 25 | «Удар прямо в серце, частина 1» «Colpo al cuore, parte I»                         | 24 червня 2011   | 2012               |
| 26 | «Удар прямо в серце, частина 2» «Colpo al cuore, parte II»                        | 24 червня 2011   | 2012               |
| 27 | «Удар прямо в серце, частина 3» «Colpo al cuore, parte III»                       | 1 липня 2011     | 2012               |
| 28 | «Удар прямо в серце, частина 4» «Colpo al cuore, parte IV»                        | 1 липня 2011     | 2012               |
| 29 | «Пастка для генералів» «Trappola per generali»                                    | 8 липня 2011     | 2012               |
| 30 | «Тріумф і поразка, частина 1» «Trionfo e Disfatta, part I»                        | 8 липня 2011     | 2012               |
| 31 | «Тріумф і поразка, частина 2» «Trionfo e Disfatta, part II»                       | 15 липня 2011    | 2012               |
| 32 | «Тріумф і поразка, частина 3» «Trionfo e Disfatta, part III»                      | 15 липня 2011    | 2012               |
| 33 | «Тріумф і поразка, частина 4» «Trionfo e Disfatta, part IV»                       | 22 липня 2011    | 2012               |
| 34 | «Сила татуювання» «Il potere del tatuaggio»                                       | 22 липня 2011    | 2012               |
| 35 | «Найважчий момент» «Il momento piu buio»                                          | 29 липня 2011    | 2012               |
| 36 | «Генерал Астор» «Il generale Astor»                                               | 29 липня 2011    | 2012               |
| 37 | «Експеримент з реконверсії, частина 1» «L'esperimento di riconversione, parte I»  | 5 серпня 2011    | 2012               |
| 38 | «Експеримент з реконверсії, частина 2» «L'esperimento di riconversione, parte II» | 5 серпня 2011    | 2012               |
| 39 | «Подвійна гра» «Doppio gioco»                                                     | 12 серпня 2011   | 2012               |
| 40 | «На шляху до Ваалбари, частина 1» «Verso Vaalbara, parte I»                       | 12 серпня 2011   | 2012               |
| 41 | «На шляху до Ваалбари, частина 2» «Verso Vaalbara, parte II»                      | 19 серпня 2011   | 2012               |
| 42 | «Чаклунський тотем» «Il totem dello stregone»                                     | 19 серпня 2011   | 2012               |
| 43 | «Пагода Раджану, частина 1» «La Pagoda di Rajan, parte I»                         | 26 серпня 2011   | 2012               |
| 44 | «Пагода Раджану, частина 2» «La Pagoda di Rajan, parte II»                        | 26 серпня 2011   | 2012               |
| 45 | «Болото» «La palude»                                                              | 2 вересня 2011   | 2012               |
| 46 | «Корабель капітана Шанкара» «Li vascello del capitano Shankar»                    | 2 вересня 2011   | 2012               |
| 47 | «Змова» «La «congiura»»                                                           | 9 вересня 2011   | 2012               |
| 48 | «Герольд» «L'Araldo»                                                              | 9 вересня 2011   | 2012               |
| 49 | «Несподіване повернення» «Un ritorno inatteso»                                    | 16 вересня 2011  | 2012               |
| 50 | «У лігві вірусів» «Nella tana dei Virus»                                          | 16 вересня 2011  | 2012               |
| 51 | «Фінальна битва, частина 1» «Scontro finale, parte I»                             | 23 вересня 2011  | 2012               |
| 52 | «Фінальна битва, частина 2» «Scontro finale, parte II»                            | 23 вересня 2011  | 2012               |

Українські назви серій вказано за версією телеканалу Малятко TV.

## Цікаві факти
- Деякі вигадані власні назви збігаються з назвами суперконтинентів Землі, як-от: Амазія, Ваальбара, Родинія.